# 417e Escadron de soutien au combat
Le 417e Escadron de soutien au combat est une unité de l'Aviation royale du Canada basée à la 4e Escadre Cold Lake, en Alberta. L'escadron, équipé d'hélicoptères CH-146 Griffons, fournit un soutien héliporté aux opérations de la base et inclut une escadrille de recherche et sauvetage.

## Histoire
L'escadron est formé pendant la deuxième Guerre mondiale à Bath en Angleterre, connu sous le nom de "City of Windsor" Squadron. Équipé de chasseurs Hawker Hurricane puis du fameux Supermarine Spitfire, il est d'abord déployé en Égypte et suit l'avancée alliée à travers le désert. Après la défaite de l'ennemi en Afrique du Nord, l'escadron participe dans des opérations en Italie. C'est là qu'il sera dissous en 1945, près de deux mois après la signature de l'armistice. L'escadron est réactivé en 1947 à Rivers au Manitoba, équipé du chasseur North American P-51 Mustang, jusqu'à sa dissolution en 1948. En 1970, deux ans après l'unification des Forces canadiennes, l'escadron est rétabli en tant qu'unité d'entraînement opérationnelle pour le Canadair CF-104 Starfighter à BFC Cold Lake. L'escadron est de nouveau dissous en 1983 lors de la mise au rencard du Starfighter.
C'est en 1993 que l'unité prend sa forme actuelle, réactivée à partir de l'escadrille de la base Cold Lake, premièrement équipé du Canadair CT-133 Silver Star et d'hélicoptères Bell CH-118 Iroquois.